# Alexander Fleming
Sir Alexander Fleming (Darvel, 6 agosto 1881 – Londra, 11 marzo 1955) è stato un medico, biologo e farmacologo scozzese, universalmente noto per avere scoperto l'enzima lisozima nel 1922 e la penicillina nel 1928, risultato che gli valse il Premio Nobel per la medicina nel 1945.
È autore, inoltre, di numerosi articoli scientifici di batteriologia, immunologia e chemioterapia.

## Biografia

### Infanzia e adolescenza
Alexander Fleming nacque il 6 agosto 1881 a Darvel, in Scozia. A cinque anni iniziò a frequentare una scuola di campagna, situata vicino alla sua fattoria. Dagli 8 ai 10 anni frequentò la scuola di Darvel, città vicina, e successivamente a dodici l'accademia di Kilmarnock, importante città della contea d'Ayr. A quattordici anni si trasferì a Londra, dove lo aspettavano alcuni fratelli, e insieme a Robert seguì studi tecnici.

### Dalla guerra del Transvaal agli studi di medicina
Nell'anno 1900 scoppiò la guerra del Transvaal, nell'odierno Sudafrica. Alexander e i fratelli John e Robert si arruolarono come volontari nei London Scottish, reggimento composto esclusivamente da scozzesi. Ma il numero dei soldati era superiore alle richieste, e i Fleming non partirono per la guerra. In questo ambiente militare Alexander dimostrò la sua bravura nello sport: fu un valente nuotatore, un eccellente giocatore di pallanuoto e un ottimo tiratore, abilità che gli permisero di entrare nell'Inoculation Department, dove lavorò per gran parte della sua vita. Alexander aveva 20 anni quando morì suo zio John, da cui ricevette un'eredità di 250 sterline che decise di spendere per studiare medicina.
Per entrare vi era necessità di un diploma speciale per chi non aveva frequentato le scuole secondarie. Fleming studiò e superò brillantemente l'esame, tanto da risultare il migliore in tutto il Regno Unito (luglio 1901). Scelse di frequentare la scuola del Saint Mary's Hospital, un giovane ospedale nel quartiere di Paddington, nel quale entrò nell'ottobre del 1901. Si rivelò uno studente brillante, primo nella maggior parte delle materie, molto preparato e razionale, seppur non dotato di una vasta cultura. All'inizio si profilò per lui una carriera da chirurgo, avendo superato il relativo esame e acquistato il titolo di Fellow Royal College of Surgeons. Ma ben presto un fatto all'apparenza irrilevante, la sua bravura nel tiro, deviò la sua strada.

### Fleming, Wright e il "Dipartimento di inoculazione"

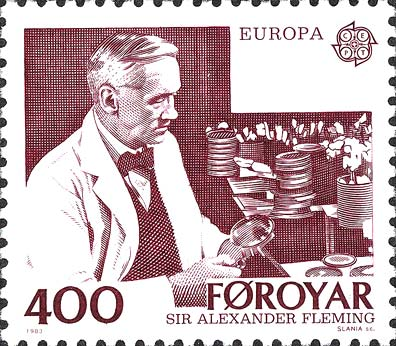
Fleming su un francobollo a lui dedicato

Nel 1902 Sir Almroth Wright, celebre batteriologo, creò il "Dipartimento di inoculazione" al Saint Mary Hospital. Fleming ci entrò nel 1906, in modo fortuito: uno dei discepoli di Wright, il dottor John Freeman, vuole far risorgere il circolo di tiro a segno dell'ospedale, e gli venne suggerito Alexander. Avvicinatosi allo scozzese, lo convinse a cambiare il suo corso di studi: da chirurgia al dipartimento di inoculazione, anche cercando di condividere con lui l'ammirazione per Wright.
Il dipartimento era una piccola struttura, in cui i giovani medici scelti da Wright (chiamato "il Vecchio") operavano sia come clinici sia come ricercatori. I malati venivano lì sottoposti all'inoculazione, ovvero quella che oggi si chiama vaccinazione, in quel periodo considerata l'unica vera arma contro le malattie. Il gruppo di Wright volle passare dalla vaccinazione preventiva a quella terapeutica. Al dipartimento, "Little" Fleming si rivelò un ottimo elemento, tanto esperto quanto ingegnoso; nello stile di scrittura elegante e chiaro, venne lodato dal suo capo. E proprio con Wright lo scozzese ebbe un rapporto particolare e profondo, nato dal loro contrasto caratteriale ma anche dalla reciproca stima.
In quegli anni Fleming incominciò a frequentare il Chelsea Arts Club, e lo continuò a fare per il resto della sua vita. Nel 1908 Fleming superò gli ultimi anni di medicina, classificandosi primo. Nel 1909 il dipartimento di inoculazione diventò una struttura indipendente e venne ingrandito e migliorato grazie alle sovvenzioni di alcuni ammiratori ricchi e potenti di Wright. Sempre nello stesso anno, con l'invenzione da parte di Paul Ehrlich del Salvarsan, un derivato dell'arsenico particolarmente potente, iniziava il periodo della chemioterapia. Nonostante questo, il gruppo del dipartimento era ostinato alla ricerca di una cura che facesse affidamento alle naturali difese del corpo umano, ed era scettico verso le sostanze chimiche. Nonostante i vari successi del gruppo, la ricerca del "Proiettile Magico", ovvero un rimedio più potente possibile contro i microbi ma anche non tossico per il corpo umano, era ancora all'inizio. Nel 1909, all'età di 27 anni, Fleming fu iniziato alla libera muratoria nella Loggia Santa Maria n. 2682 di Londra. Fleming fu in seguito anche membro della Loggia Misericordia n. 3286 di Londra.

### La prima guerra mondiale
Nell'aprile del 1916 Fleming lascia i London Scottish, poiché i loro periodi di istruzione militare non erano più compatibili con il lavoro in ospedale. Pochi mesi dopo scoppia la prima guerra mondiale. Wright fu nominato colonnello e fu mandato in Francia per creare un laboratorio e un centro di ricerche a Boulogne-sur-Mer, portando con sé anche Alex, che aveva due stellette di tenente RAMC (Royal Army Medical Corps). Il lavoro che lo aspetta sarà titanico, nonostante la vaccinazione antitifica che Wright riuscì a imporre all'esercito: casi di setticemia, tetano, gangrena.
In tempi di pace, la chirurgia era ormai diventata sterile grazie alle operazioni di antisepsi e asepsi inventate da Lister; ma quelli non erano tempi di pace. I corpi feriti dei soldati brulicavano di batteri e sporcizia, brandelli di vestiti e residui bellici e nonostante il pesante uso di antisettici, gli uomini morivano. I tessuti morti delle ferite erano un terreno di coltura ideale per i microbi e bisognava asportarli; questo era possibile con quelle superficiali, ma la maggior parte erano ferite profonde. In questi casi si utilizzavano pesantemente acido fenico, acido borico e acqua ossigenata: si sapeva che avevano un'efficacia solo parziale, ma la maggior parte dei medici preferiva questo che non utilizzare niente.
Fleming fece esperimenti e dimostrò che gli antisettici avevano un'efficacia praticamente nulla in caso di ferite profonde: non potendosi diffondere, non riuscivano ad arrivare ai batteri che si insediavano nelle anfrattuosità della carne dilaniata. Quello che si poteva fare, secondo Fleming e Wright, era invece stimolare l'arrivo delle difese naturali del corpo e scoprirono che quest'azione era data da soluzioni ipertoniche, come quelle di ipoclorito di sodio.
I risultati furono soddisfacenti e vennero pubblicati, non senza qualche obiezione: in particolare ci fu contrasto fra Wright e Sir William Watson Cheyen, presidente del Collegio Reale dei Chirurghi, in disaccordo su come vennero giudicati gli antisettici ormai cari a questi medici. Il 23 dicembre 1915, durante un periodo di licenza, Alexander si sposò con Sarah Marion Mc Elroy, capo-infermiera di una clinica privata a Londra. Nel novembre 1918 la guerra finì e, nel gennaio 1919, Fleming fu smobilitato e poté così riprendere le sue ricerche.

### La scoperta dell'enzima lisozima
Nel 1922, in modo casuale, scopre il lisozima: qualche settimana dopo aver messo del suo muco nasale su una capsula di Petri, nota che delle colture di microbi si erano sviluppate su tutta la piastra tranne che sulla sua secrezione. Esperimenti successivi fatti con altro muco o con lacrime gli dimostrarono che era presente in questi liquidi una sostanza ad azione antibatterica, molto superiore a quella del siero di origine animale. Le caratteristiche di questi liquidi erano dovuti a un enzima, che "lisava" (dal greco lysis, dissoluzione) certi microbi: da qui il nome lisozima. Lo scozzese trovò l'enzima in molti tessuti e umori, umani come animali o vegetali: esso sembrava l'antisettico naturale, la prima difesa della cellula contro i microbi, il mezzo con cui gli esseri viventi potevano sopravvivere senza essere continuamente attaccati da malattie. Fleming avrebbe voluto isolare l'enzima puro, ma il gruppo al department non aveva né un chimico né un biochimico (problema che si riscontrerà anche in seguito con la penicillina).
Fleming presentò i suoi risultati: nel dicembre 1922 espose i suoi studi al Medical Research Club, ma ottennero un'accoglienza glaciale. Sempre con argomento il lisozima, Alexander preparò una comunicazione che Wright presentò alla Royal Society of Medicine, e dal 1922 al 1927 pubblicò altri cinque studi. Il lisozima si rivelò presto non potente come creduto da Fleming: devastante sui batteri innocui, perdeva efficacia sui batteri patogeni. Così la sua ricerca continuò. Studiò la merbromina (mercurocromo), antisettico efficace ma troppo tossico per l'uomo. Il 18 marzo 1924 nacque il suo primo figlio, Robert.

### La scoperta della penicillina
"One sometimes finds what one is not looking for. When I woke up just after dawn on September 28, 1928, I certainly didn't plan to revolutionize all medicine by discovering the world's first antibiotic, or bacteria killer. But I suppose that was exactly what I did."
(traduzione: “a volte qualcuno trova ciò che non cerca. Quando mi svegliai appena dopo l’alba del 28 settembre, 1928, certamente non pianificavo di rivoluzionare tutta la medicina, scoprendo il primo antibiotico, o assassino di batteri, del mondo, ma immagino che quello è stato esattamente ciò che ho fatto”)
— Alexander Fleming
La scoperta della penicillina da parte di Fleming fu preceduta da alcuni studi sulle muffe nei decenni precedenti. Il primo report scientifico sulla capacità delle muffe di distruggere i batteri fu pubblicato da John Burton al St. Mary's Hospital di Londra nel 1870. Nel 1895 il capitano medico della Regia Marina Militare Italiana Vincenzo Tiberio pubblicò sulla rivista italiana Annali di Igiene Sperimentale il suo lavoro sulle proprietà antibatteriche delle muffe, tra cui il Penicillium glaucum. Tiberio sperimentò l'azione battericida degli estratti acquosi delle colture sia in vivo (su cavie e conigli), sia in coltura su stafilococco, sul batterio del tifo, carbonchio e colera.
Nel 1896 Bartolomeo Gosio isolò da una coltura di Penicillium glaucum (o forse di Penicillium brevicompactum) una sostanza cristallina con proprietà fenoliche che inibiva la crescita in coltura del bacillo dell'antrace.
Alexander Fleming nel 1928 si imbatté in una capsula di Petri particolare: era macchiata di muffa come tante altre nel suo laboratorio ma attorno a essa le colonie batteriche si erano dissolte. L'efficacia del fungo fu provata su vari tipi di batteri e i risultati furono più che soddisfacenti, sia per spettro di efficacia (distruggeva gli streptococchi, gli stafilococchi, i bacilli della difterite e del carbonchio ma era inefficace sui batteri del tifo), sia per forza (avevano effetto soluzioni diluite fino a 1/500). La muffa fu identificata inizialmente come penicillium rubrum (ma due anni più tardi si scoprì che era in realtà Penicillium notatum): da qui il nome penicillina. Nonostante lo straordinario potere di antibiosi della penicillina, essa presentava un grande problema: era difficile da produrre e, se vi si riusciva, le quantità erano scarse. Come per il lisozima, inoltre, Fleming avrebbe desiderato isolare il principio attivo, la penicillina pura, e non il filtrato grezzo; ma l'assenza di chimici glielo impedì. Sempre nel 1928 fu nominato professore di batteriologia all'Università di Londra.
Il ricercatore presentò i risultati sulla penicillina il 13 febbraio 1929 al Medical Research Club, ottenendo la stessa accoglienza ricevuta col lisozima. Con l'avvento dei sulfamidici, la penicillina venne “messa da parte”: avrebbe avuto la sua rivalsa solo qualche anno più tardi, grazie agli studi di alcuni ricercatori di Oxford. I sulfamidici, chiamati così perché derivati dalla sulfamide, erano stati creati dalla Bayer, che comunicò i suoi risultati al mondo nel 1935. L'imponente funzione di batteriostasi dei sulfamidici era efficace a concentrazioni basse rispetto a quelle che sarebbero state tossiche per l'uomo, benché essi divenissero inefficaci in presenza di una concentrazione troppo elevata di microbi. Fleming, come tanti altri ricercatori, li studiò, pur sempre convinto della superiorità della penicillina.

### Il gruppo di Oxford
A Oxford c'era un gruppo di ricercatori della Sir William Dunn School, di cui i maggiori erano Howard Florey, australiano, ed Ernst Boris Chain, ebreo tedesco, cittadino britannico dal 1939. Senza i loro studi, probabilmente la penicillina di Fleming non si sarebbe mai imposta. I loro studi iniziali erano sul lisozima, ma nel 1936 s'imbatterono negli studi di Fleming sulla prodigiosa sostanza. Il loro gruppo di ricerca riuscì a isolare della penicillina parzialmente purificata, mille volte più attiva di quella grezza e 10 volte più potente del sulfamidico. Sperimentarono la sostanza su degli animali e nel 1940 pubblicarono i loro risultati sul The Lancet. Alexander ne fu piacevolmente sorpreso e nello stesso anno andò a Oxford per conoscere il gruppo. Dopo gli esperimenti sugli animali, passarono all'uomo: nel febbraio 1941 un poliziotto di Oxford stava morendo di setticemia. La penicillina quasi lo salvò, ma le esigue riserve della sostanza impedirono un completo trattamento, e in marzo il paziente morì.
La straordinaria potenza dell'antibiotico spinse Chain e Florey a cercare i mezzi per produrla in quantità. Non potendo contare sulle industrie chimiche europee, occupate per il conflitto mondiale, Florey andò negli Stati Uniti, contattando il governo. Lì, dopo lunghe ricerche portate avanti da ricercatori delle università, di alcune case farmaceutiche e con il sostegno dell'esercito statunitense, fu messo a punto un metodo di produzione su larga scala, basato sull'utilizzo del corn steep liquor (CSL o acqua di macerazione), sottoprodotto della fabbricazione dell'amido, e su un ceppo di Penicillium estremamente produttivo.

### La guerra e la gloria
Nel settembre 1938 Fleming venne nominato per tutta la durata della seconda guerra mondiale patologo di settore nel Middlesex, con quartier generale a Herafield. Durante il periodo del conflitto tornò ai suoi studi sulle ferite di guerra e rifletté sul possibile uso della penicillina. Il suo primo esperimento terapeutico avvenne nell'agosto 1942 in circostanze drammatiche, su un paziente suo amico affetto da meningite, che guarì in maniera miracolosa. Questo evento scosse la stampa, tanto che nel 27 agosto il Times pubblicò un editoriale intitolato Penicillium, sottolineando le speranze legate a questa prodigiosa sostanza. L'evento scosse anche la comunità scientifica, le case farmaceutiche e il governo britannico.
Il 25 settembre 1942 Sir Cecil Weir convocò a Portland House per un'importante conferenza Fleming, Florey e tutti i rappresentanti delle industrie chimiche e farmaceutiche che potevano essere interessati alla produzione della penicillina, tra cui: May e Baker, Glaxo, Wellcome, British Drug Houses e Boots. Si decise che tutte le informazioni sulla sostanza e sulla sua produzione dovessero essere messe in comune, con l'unico fine di produrre penicillina in fretta e abbondantemente. Venne detto alla fine della conferenza da un suo partecipante, Arthur Mortimer:
(Arthur Mortimer)

### Fleming premio Nobel
Nel 1943 Fleming fu eletto Fellow of the Royal Society, la più antica e rispettata fra le società scientifiche della Gran Bretagna. Nel 1944 egli diventa Sir Alexander Fleming. Nel 1945 fu nominato presidente della Società di microbiologia generale e nel 5 settembre dello stesso anno, durante una visita in Francia, viene nominato commendatore della Legion d'onore dal generale De Gaulle. Il 25 ottobre arriva a Fleming un telegramma da Stoccolma, nel quale viene annunciato che il premio Nobel per la medicina era stato attribuito a lui, a Florey e a Chain. Al Saint Mary's, diventa il successore di Wright, ormai in pensione, a capo dell'Istituto. Il 30 aprile 1947, Sir Almroth Wright morì, con grandissimo dolore di Fleming. I viaggi e gli onori di Fleming continuarono per molto tempo: viaggerà in Francia, Italia, Belgio, Svezia, Spagna, ricevendo una variegata gamma di regali e riconoscimenti. Ma è proprio in questi anni che avviene un altro fatto doloroso: nel 1949, tornato a Londra dopo un viaggio a Barcellona, Alexander trova sua moglie gravemente malata. Morirà il 22 novembre.

### Gli ultimi anni
Dopo un certo periodo di tempo si riprende dalla morte della moglie e torna al suo ruolo di direttore dell'Inoculation Department. In quegli anni, grazie a borse di studio offerte dal British Council, entrano nel team vari ricercatori tra i quali la greca Amalia Voureka nel 1946. Persona molto capace e abile, fra lei e Alexander nascerà subito una forte intesa. Nel 1950 alla ricercatrice viene offerto il posto di capo-laboratorio all'ospedale Evangelismos di Atene, offerta che la ragazza accetta. La partenza di Amalia addolora l'anziano Fleming, che di lei si era innamorato. Il grande scienziato in quegli anni era stato nominato membro di una commissione UNESCO, incaricata di organizzare le conferenze mediche internazionali. Il 21 settembre 1950 partecipa all'inaugurazione della nuova fabbrica di penicillina LEO a Roma. Sempre nello stesso anno, Fleming è l'ospite d'onore al II Congresso Nazionale Antibiotici a Milano; con l'occasione incontra Rodolfo Ferrari e visita i laboratori della SPA Società Prodotti Antibiotici, una delle prime aziende italiane produttrici di penicillina.
Nel 1951 venne eletto Rettore dell'Università di Edimburgo, nominato come da tradizione dagli studenti stessi. Nel 1952 partecipò a una conferenza dell'Organizzazione mondiale della sanità tenuta in Svizzera; lì seppe che in ottobre la World Medical Association si sarebbe riunita ad Atene e così decise di partecipare all'evento. Era l'occasione per andare a trovare Amalia, con cui era rimasto in contatto tramite lettere. Con lei passò un intero mese in giro per la Grecia, tra ricevimenti e conferenze. Il giorno prima di partire per tornare in Inghilterra, Alexander chiede ad Amalia di sposarlo, e lei accetta. Si sposeranno il 9 aprile 1953, al municipio di Chelsea. Nel gennaio 1955, Fleming dà le dimissioni da direttore dell'Istituto ma conserva un laboratorio dove prosegue le sue ricerche. In Marzo, dovendo recarsi in Grecia e Medio Oriente su insistenza della moglie accetta di farsi vaccinare contro il tifo dal dott. Compton che lo raggiunge nel suo laboratorio giovedì 10{{senza fonte}}. Il giorno dopo, al mattino si sente male e dice alla moglie che aveva chiamato un medico " Non è il cuore, scende nell'esofago e và nello stomaco" D'un tratto la sua testa cadde in avanti. Alexander Fleming era morto.
Era l'11 marzo 1955.
L'intera popolazione mondiale piangerà la scomparsa del grande scienziato, sepolto nella cripta della cattedrale di San Paolo di Londra, onore riservato a personalità britanniche.
Dopo la sua morte gli sono stati dedicati il cratere Fleming sulla Luna e l'asteroide 91006 Fleming.